# Загряжский, Андрей Иванович
Андрей Иванович Загряжский (до 1600 — не ранее 1641) — дворянин московский, голова и воевода во времена правления Михаила Фёдоровича.

## Биография
Происходил из дворянского рода Загряжских — старший сын Ивана Ивановича Загряжского по прозванию Кушник.
Воевода в Стародубе (1601), Новгороде-Северском (1602), Белёве (1621—1622). В конце 1626 года был послан в Устюг «для обыску». Упомянут в чине московского дворянина (1627—1640). В 1627—1629 гг. переписывал и межевал земли в Дмитровском уезде; в 1629—1631 гг. — в Переяславль-Залесском уезде, а в 1635 году — в Кашинском уезде. С 1634 по 1637 год 2-й судья Московского Судного приказа при князе Дмитрии Михайловиче Пожарском, в 1638 году — второй судья там же при князе Алексее Юрьевиче Сицком; 30 января 1637 года присутствовал при приёме царём литовского гонца; 21 и 23 августа 1637 года встречал в «меньшой встрече» посланников польского короля Владислава. В том же году, для защиты от набегов со стороны Крымского ханства, царь Михаил Фёдорович, приказал князю Пожарскому и Загряжскому соорудить земляной вал за Яузой.
В 1638 году голова у городовых дворян (торопчан) при встрече крымского посла за Калужскими воротами.
В 1641—1642 гг. 2-й воевода в Вязьме, при князе Василии Григорьевиче Ромодановском Меньшом.
По родословной росписи показан бездетным.

## Проблема
В Родословном сборнике русских дворянских фамилий, в поколенной росписи Загряжских имеются два представителя рода с одинаковыми именами и отчествами № 61 и № 100, а также у них указаны одинаковые службы на воеводстве в Белёве (1621), Вязьме (1640—1642), судьи Московского судного приказа (1634—1638), оба показаны московскими дворянами и бездетными. Один делал острог от в Москве от Тверских ворот до Яузы (1633), другой делал земляной вал за Яузой (1637). Можно предположить, что при указанных разных родителях произошло смешение служб или речь ведётся об одном человеке, но по каким либо причинам он показан дважды в поколенной росписи.